# Montcy-Notre-Dame

Montcy-Notre-Dame este o comună în departamentul Ardennes din nordul Franței. În 1 ianuarie 2022 avea o populație de 1.560 de locuitori.